# جنگ استقلال گینه بیسائو
جنگ استقلال گینه بیسائو (انگلیسی: Guinea-Bissau War of Independence) به درگیری‌های مسلحانه برای استقلال این کشور اطلاق می‌شود که در سال‌های ۱۹۶۳ تا ۱۹۷۴ در گینه پرتغالی وجود داشت. این جنگ هنگامی که پرتغال، پس از انقلاب میخک سال ۱۹۷۴، استقلال گینه بیسائو را به رسمیت شناخت به پایان رسید.

## تاریخچه

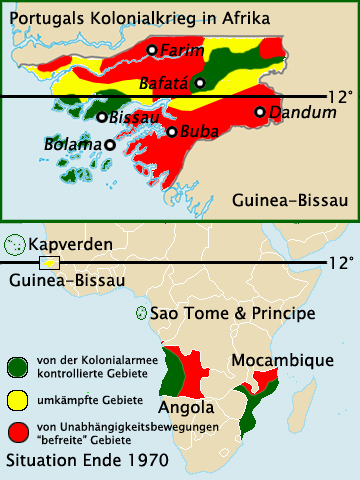
نقشه پرتقالی (سبز)، منطقه مورد اختلاف (زرد) و سرزمین‌های شورشی (قرمز) در گینه نو پرتغال و سایر مستعمره‌ها (۱۹۷۰)

گینه پرتغالی (مجمع الجزایر کیپ ورد) از سال ۱۴۴۶ توسط پرتغال تصرف شد و در طول قرن هجدهم، یک ایستگاه تجاری عمده برای کالاها و برده‌داری در آفریقا بود که قبل از آن توسط مقامات پرتغالی غیرقانونی اعلام شده بود. با این وجود، تا نیمه دوم قرن نوزدهم این کشور در کنترل پرتغال نبود. جنگ‌های مقطعی تا ابتدای قرن بیستم در این کشور وجود داشت و مجمع الجزایر بیاگوس تا سال ۱۹۳۶ که در تصرف پرتغال بود شاهد آرامش نبود.
گینه پرتغال تا سال ۱۸۸۷ بهٰ مجمع الجزایر کیپ ورد وابسته نبود ولی در سال ۱۸۹۲، خودمختار شد و مجدداً در سال ۱۸۹۶ به یکی از استان‌های این مجمع الجزایر تبدیل شد. در آغاز قرن بیستم، گینه نو پرتغال به نام «مستعمره» نام گذاری شد. با اجرایی شدن قانون استعمار پرتغال در سال ۱۹۳۰، نام «مستعمره» به‌طور کامل جایگزین «استان» شد.
در سال ۱۹۵۲، با اصلاح قانون اساسی، گینه نو پرتغال دوباره به عنوان یک استان خارج از کشور نام گذاری شد، و دیگر به عنوان «مستعمره» شناخته نمی‌شد.

## آغاز جنبش
اولین فعالیت اصلی حزب آفریقایی استقلال گینه و کیپ ورد (PAIGC) در سوم اوت ۱۹۵۹ انجام شد. این حزب کارگران اسکله بیسائو را به اعتصاب فراخواند. پلیس استعمار اعتصاب را به شدت سرکوب کرد و بیش از ۵۰ نفر را به قتل رساند، این حادثه به عنوان قتل‌عام پیدیگویتی شناخته شد، قتل‌عامی که باعث شد حمایت مردمی از حزب آفریقایی استقلال گینه و کیپ ورد بیشتر شود.
تا سال ۱۹۶۰ تصمیم بر این بود که مقر فرماندهی این حزب برای کسب آمادگی جهت ورود به مبارزه مسلحانه علیه نیروهای استعمار گر به کوناکری در جمهوری گینه (گینه سابق فرانسه) منتقل شود. در ۱۸ آوریل ۱۹۶۱، حزب استقلال گینه و کیپ ورد همراه با جبهه آزادیبخش موزامبیک، جنبش خلق برای آزادی آنگولا-حزب کار از آنگولا، جنبش آزادی سائوتومه و پرنسیپ، کنفدراسیون سازمان‌های ملی‌گرای مستعمره پرتغال را در مراکش تشکیل دادند. هدف از این اقدام اتحاد جنبش‌های آزادی‌بخش در مستعمره‌های پرتغال بود.

## نیروی استقلال طلب گینه

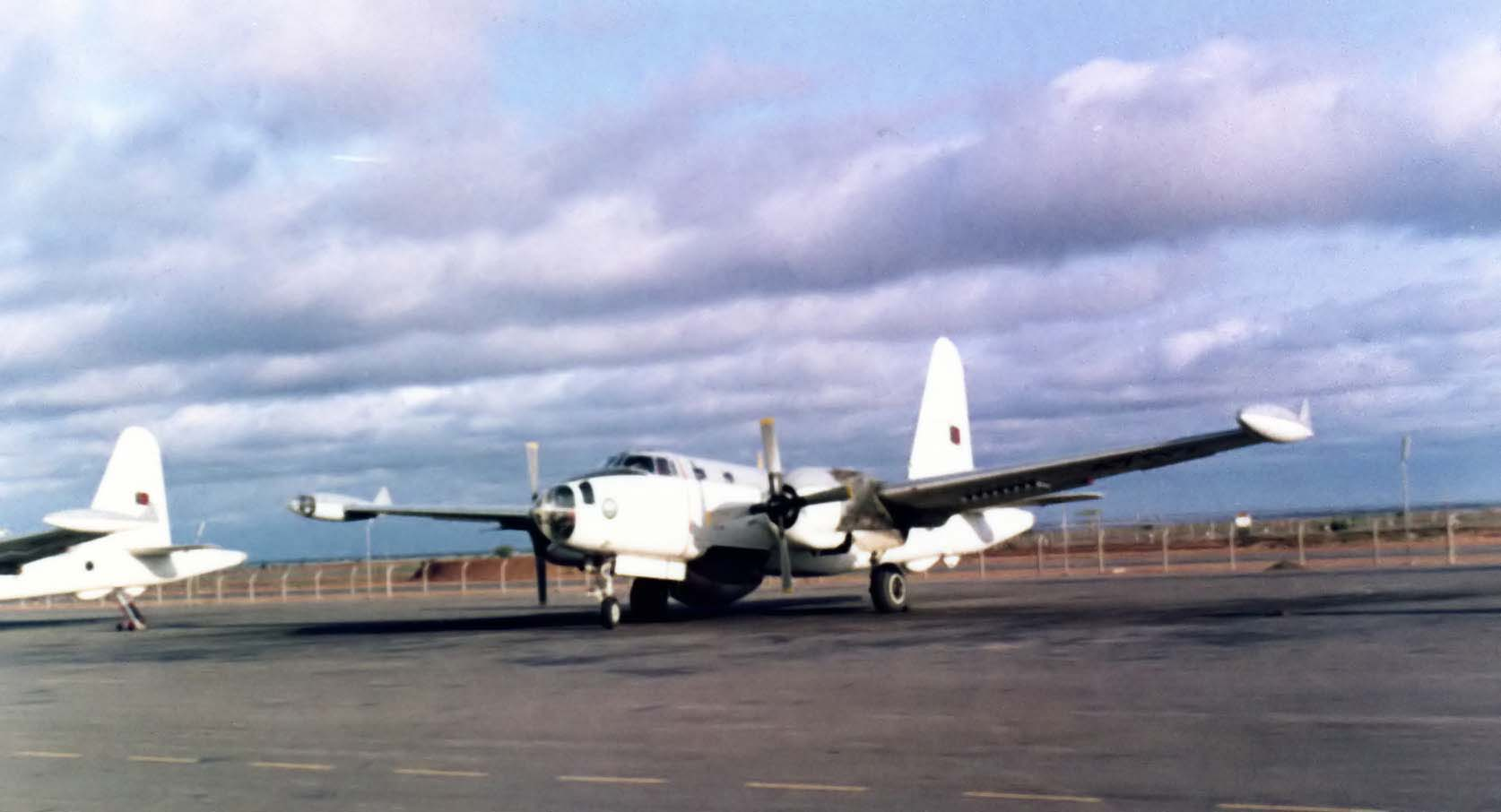
یک یک هواپیمای لاکهید پی-۲ نپتون متعلق بهنیروی هوایی پرتغال در گینه بیسائو

جنگ در گینه با نام «ویتنام پرتغال» نیز شناخته می‌شود. حزب مارکسیست آفریقایی برای استقلال گینه و کیپ ورد یا PAIGC، به عنوان اصلی‌ترین نیروی جنبش شورشیان انقلابی بومی، به خوبی آموزش دیده، به خوبی رهبری و تجهیز شده بود و پشتیبانی قابل توجهی را از طرف کشورهای همسایه مانند سنگال دارا بود. جنگل‌های گینه و نزدیکی متحدان این حزب به مرز، مزیت قابل توجهی را در برتری تاکتیکی در حملات مرزی و جنگ چریکی برای آن‌ها ایجاد می‌کرد.
در ژانویه ۱۹۶۳، هنگامی که چریک‌های حزب مارکسیست استقلال گینه و کیپ ورد در تیته، در نزدیکی رودخانه کوروبال، جنوب بیسائو، پایتخت گینه پرتغال تهاجم را شروع کردند رویارویی‌ها با ارتش استعمارگر پرتغال شروع شد. حرکت‌های مشابه چریکی به سرعت در سراسر مستعمره، عمدتاً در جنوب گسترش یافت. در سال ۱۹۶۵ جنگ به بخش شرقی کشور کشیده شد؛ در همان سال حزب مارکسیست استقلال گینه و کیپ ورد حملات خود را در منطقه شمالی کشور گسترش داد، در آن زمان در منطقه شمالی گینه تنها جبهه آزادی و استقلال گینه (FLING)، یک نیروی شورشی کوچک داشت که عمل می‌کرد. تا این زمان، حزب مارکسیست استقلال گینه و کیپ ورد، به رهبری امیلکار کابرال، آشکارا شروع به دریافت پشتیبانی نظامی از اتحاد جماهیر شوروی، چین و کوبا کرد.
موفقیت عملیات چریکی حزب موجب شد که نیروهای برون مرزی پرتغال در گینه پرتغال مستقر شوند. آن‌ها در گذشته مجبور بودند در حالتی دفاعی باشند. سربازانی که از ساختمان‌های حیاتی، مزارع یا زیرساخت‌ها، دفاع می‌کردند در خارج مناطق مسکونی در مقابل تهاجم رزمندگان حزب مارکسیست استقلال گینه و کیپ ورد آسیب‌پذیر بودند.
آنها همچنین با رشد مداوم هواداران حزب استقلال گینه و کیپ ورد و عناصر آن‌ها در میان روستاییان تضعیف روحیه می‌شدند. در یک دوره نسبتاً کوتاه، حزب استقلال گینه و کیپ ورد موفق شد نظامیان پرتغال و کنترل اداری کشور توسط آن‌ها را به حداقل برساند. این واقعیت را می‌توان در سرزمین‌های آزاد شده مشاهده کرد. در این سرزمین‌ها پرداخت بدهی‌ها به مالکین پرتغالی و دولت استعماری متوقف شده بود. آن‌ها همچنین با رشد مداوم هواداران حزب استقلال طلب گینه و پیوستن روستائیان به آن‌ها روحیاتشان را از دست می‌دادند. حزب برای در کنترل داشتن اقتصاد در سرزمین‌های آزاد شده، مراحل اولیه یک بوروکراسی اداری و دولتی مارکسیستی را ایجاد کرد. بر این اساس تولیدات کشاورزی تحت کنترل گرفته شد و کشاورزان برای محافظت از محصولات کشاورزی آموزش داده شدند و به منظور تأمین وسایل ضروری، (فروشگاه‌های مردم) تأسیس شد. تا سال ۱۹۶۷، حزب ۱۴۷ بار به سربازخانه‌های پرتغال و اردوگاه‌های ارتش پرتغال تهاجم کرد و توانست دو سوم خاک گینه را در کنترل خود بگیرد.
سال بعد، پرتغال با ورود ژنرال آنتونیو اسپینولا فرماندار جدید مستعمره، مبارزه علیه چریک‌ها را آغاز کرد. ژنرال اسپینولا مجموعه ای از اصلاحات مدنی و نظامی را بکار گرفت تا پس از آن بتواند کنترل بخش‌های روستایی گینه را از دست آن‌ها خارج کند.
تا سال ۱۹۶۰، نیروهای ارتش پرتغال در گینه، واحدهایی بودند که توسط افسران سفیدپوست، فرماندهی می‌شدند سربازان سفارت، سفیدپوستان، سربازان خارج از کشور (آفریقا) و آفریقاییان بومی یا بومی در خدمت سربازی بودند.

## اعتلای جنبش
حزب استقلال گینه مسلح‌ترین، آموزش دیده‌ترین و سازمانیافته‌ترین جنبش‌های چریکی بود. بعد از سال ۱۹۶۸، نیروهای حزب به‌طور فزاینده ای با تجهیزات مدرن شوروی سابق تأمین می‌شدند. آن‌ها راکت‌های SA-7، توپ‌های AA که با رادار کنترل می‌شد، و حتی هواپیماهای جت میگ و بمب افکن‌های ایلیوشین در اختیار داشتند. این تسلیحات به‌طور مؤثری برتری هوایی پرتغال را از بین برد و از تخریب هوایی اردوگاه‌های حزب در سرزمین‌های تحت کنترلش جلوگیری می‌کرد. این حزب در سال ۱۹۷۰، حتی در کشور اتحاد جماهیر شوروی سابق افرادی را داشت که آموزش خلبانی میگ می‌دیدند یا در حال فراگیری صنایع نظامی بودند.

## پایان حاکمیت پرتغال در گینه

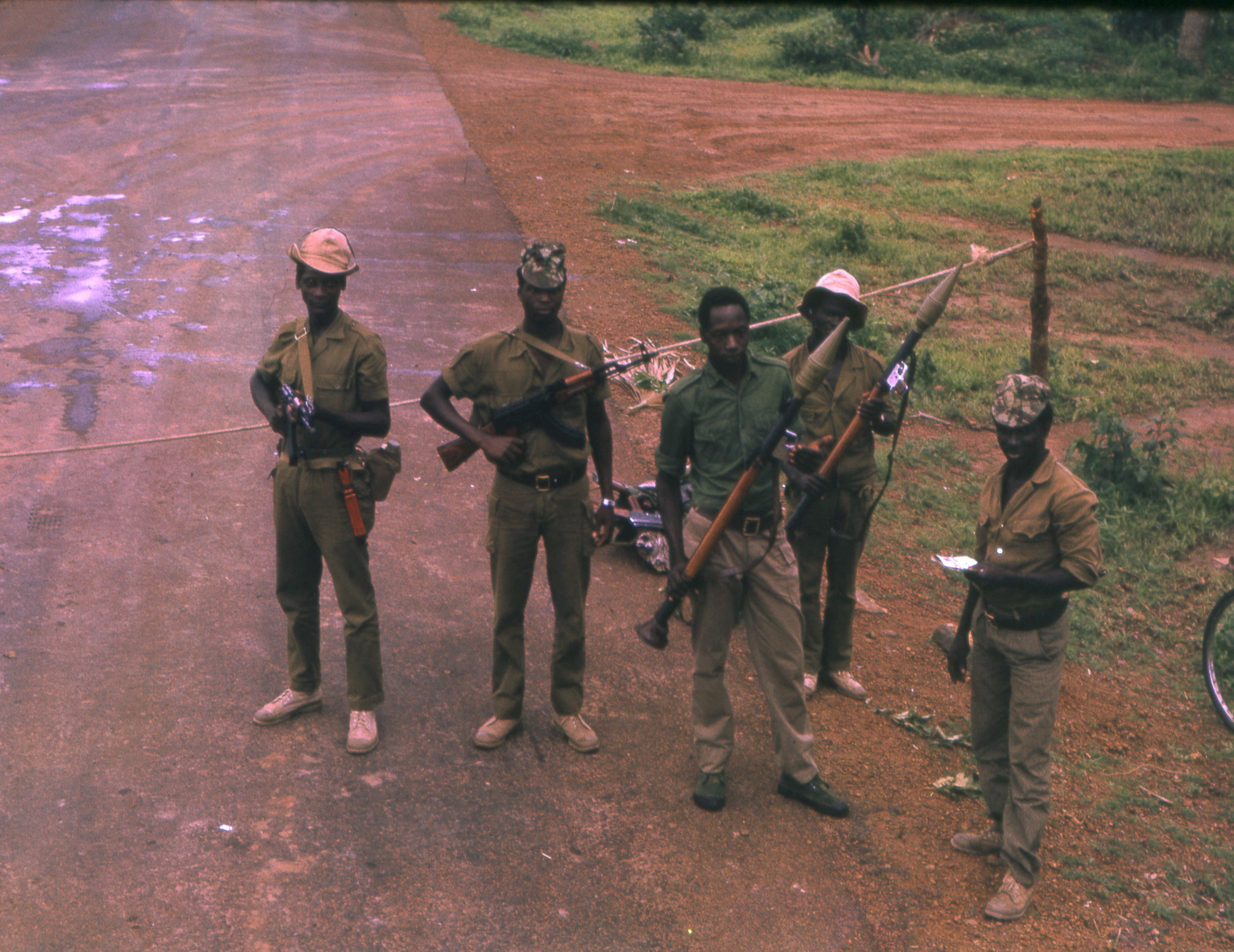
چریکهای حزب آفریقا PAIGC برای استقلال گینه و کیپ ورد در یک ایست بازرسی در سال ۱۹۷۴

در ۲۵ آوریل ۱۹۷۴، انقلاب میخک یا انقلاب جمهوری، به عنوان انقلابی چپ، در پرتغال شروع شد و به دیکتاتوری استبدادی استادو نوو منتهی شد. رژیم جدید به سرعت دستور آتش‌بس و مذاکره با رهبران حزب آفریقا برای استقلال گینه و کیپ ورد را صادر کرد.
در ۲۶ اوت ۱۹۷۴، پس از یک سری جلسات دیپلماتیک، پرتغال و حزب آفریقا برای استقلال گینه و کیپ ورد موافقت نامه‌ای را در، الجزایر امضا کردند که در آن پرتغال موافقت کرد تا تمام نیروهای نظامی اش را تا پایان ماه اکتبر بیرون ببرد و دولت جمهوری گینه بیسائو تحت رهبری حزب آفریقا برای استقلال گینه و کیپ ورد را به رسمیت بشناسد.

## استقلال و مجازات

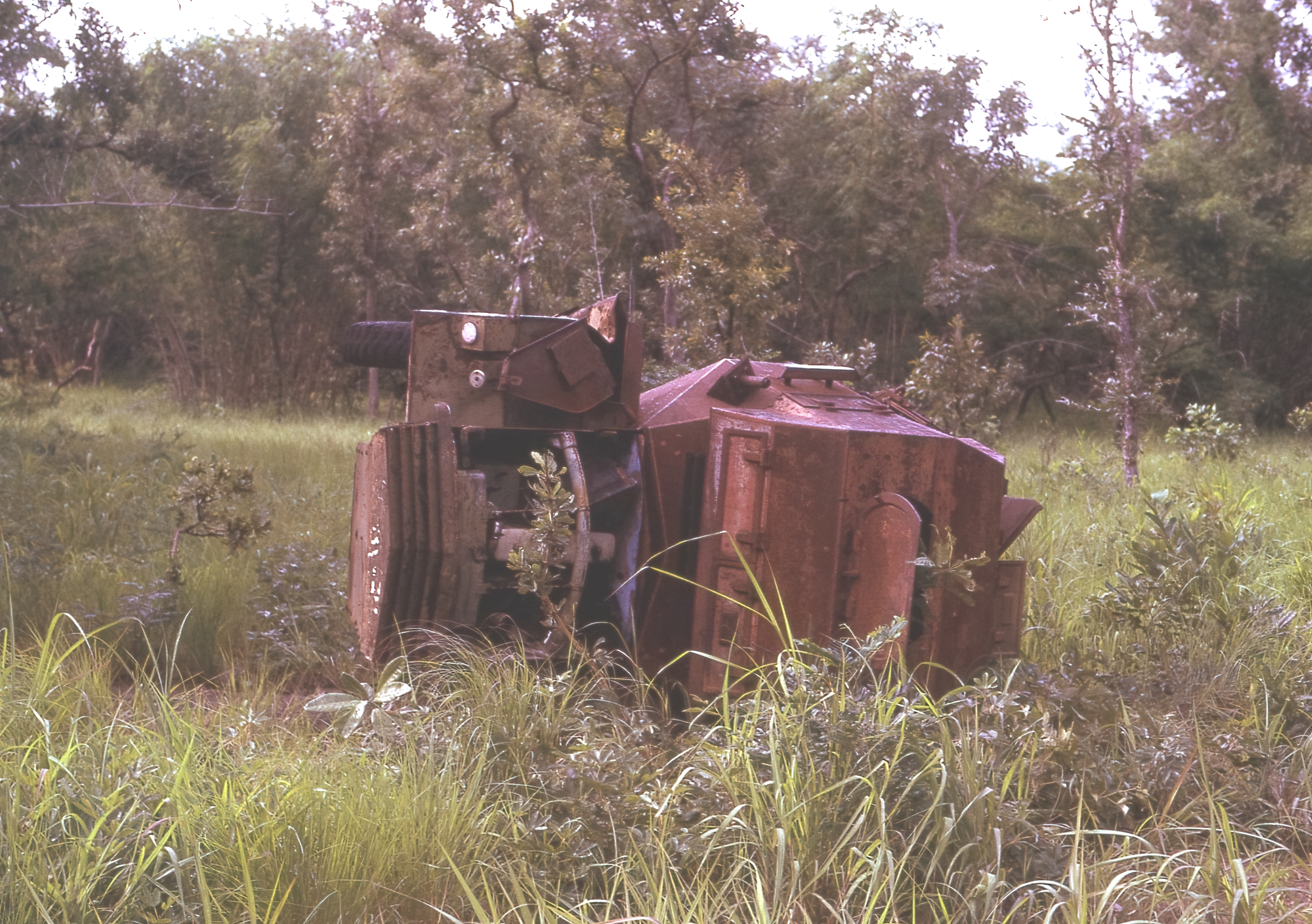
یک اتومبیل زره پوش پرتغالی در گینه بیسائو

پرتغال در تاریخ ۱۰ سپتامبر ۱۹۷۴، پس از یک و نیم سال جنگ مسلحانه داخلی، به گینه بیسائو استقلال کامل اعطا کرد. با شروع استقلال، حزب آفریقا برای استقلال گینه و کیپ ورد به سرعت کنترل سراسر این کشور را در دست گرفت. این حزب یک سال پیش از این تاریخ، استقلال گینه را در روستای مدینا دو بو، اعلام کرده بود. این رویداد توسط بسیاری از کشورهای سوسیالیست و غیرمتعهد به رسمیت شناخته شده بود. دولت تک حزبی تحت کنترل حزب آفریقا برای استقلال گینه و کیپ ورد و تحت رهبری لوئیس کابرال، برادر ناتنی آمیلکار کابرال تأسیس شد.

## سرنوشت نیروهای استعمار
سربازان سیاه‌پوست آفریقایی که در واحدهای کماندویی، نیروهای امنیتی و شبه نظامیان مسلح وابسته به ارتش پرتغال در گینه بکار گرفته شده بودند در حکومت جدید در مقابل دو گزینه قرار گرفتند. یا تا پایان ماه دسامبر همان سال با خانواده و اموال خود به خانه‌هایشان بازگردند؛ یا به ارتش حزب حاکم بپیوندند. ۷٫۴۴۷ تن از این سربازان تصمیم گرفتند که به حزب حاکم نپیوندند. آن‌ها پس از اینکه نیروهای پرتغالی علیه حزب تهاجماتش را شروع کرد، اعدام شدند

## نگارخانه

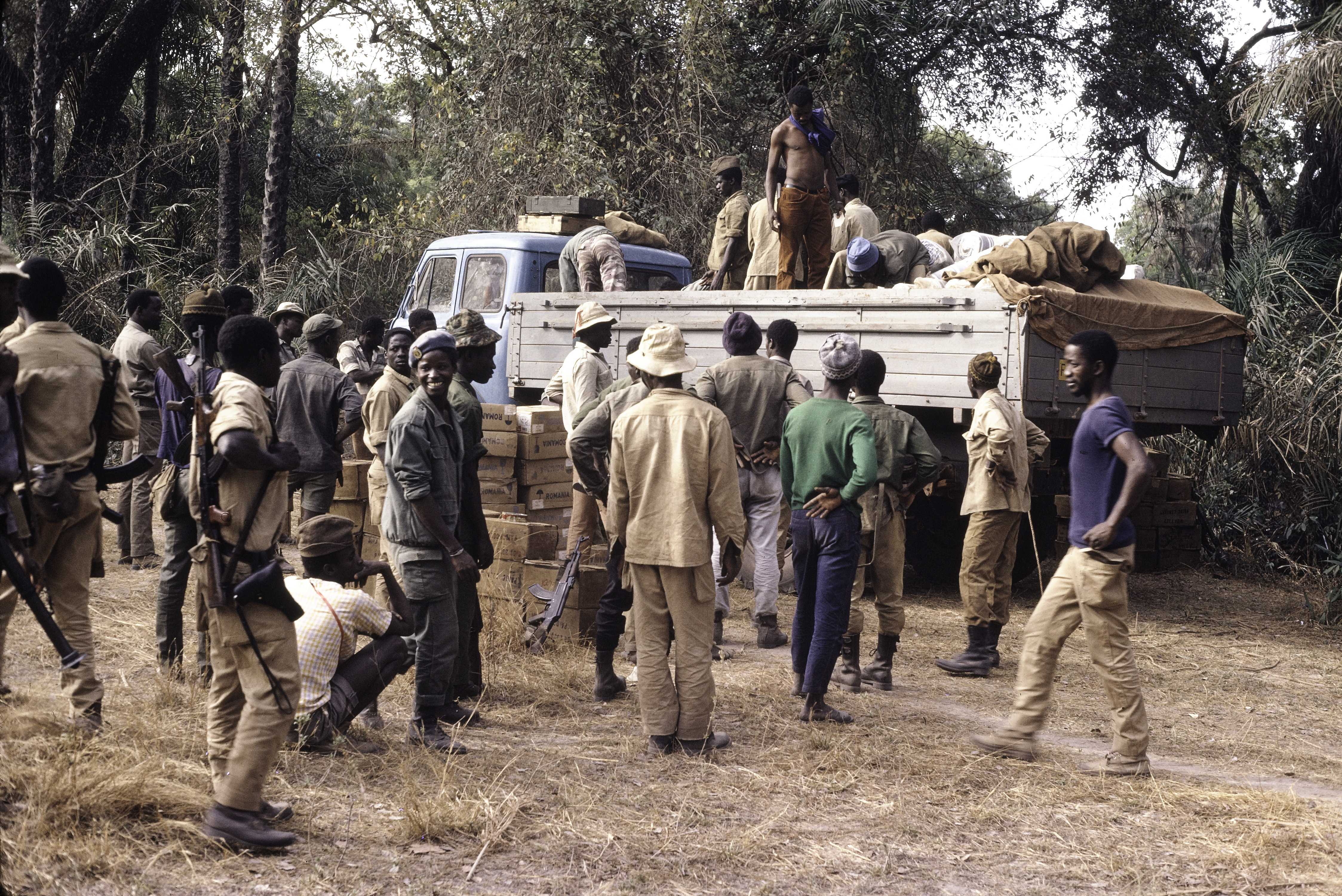
سربازان PAIGC بارگیری سلاح بر روی کامیون، گینه بیسائو، ۱۹۷۳
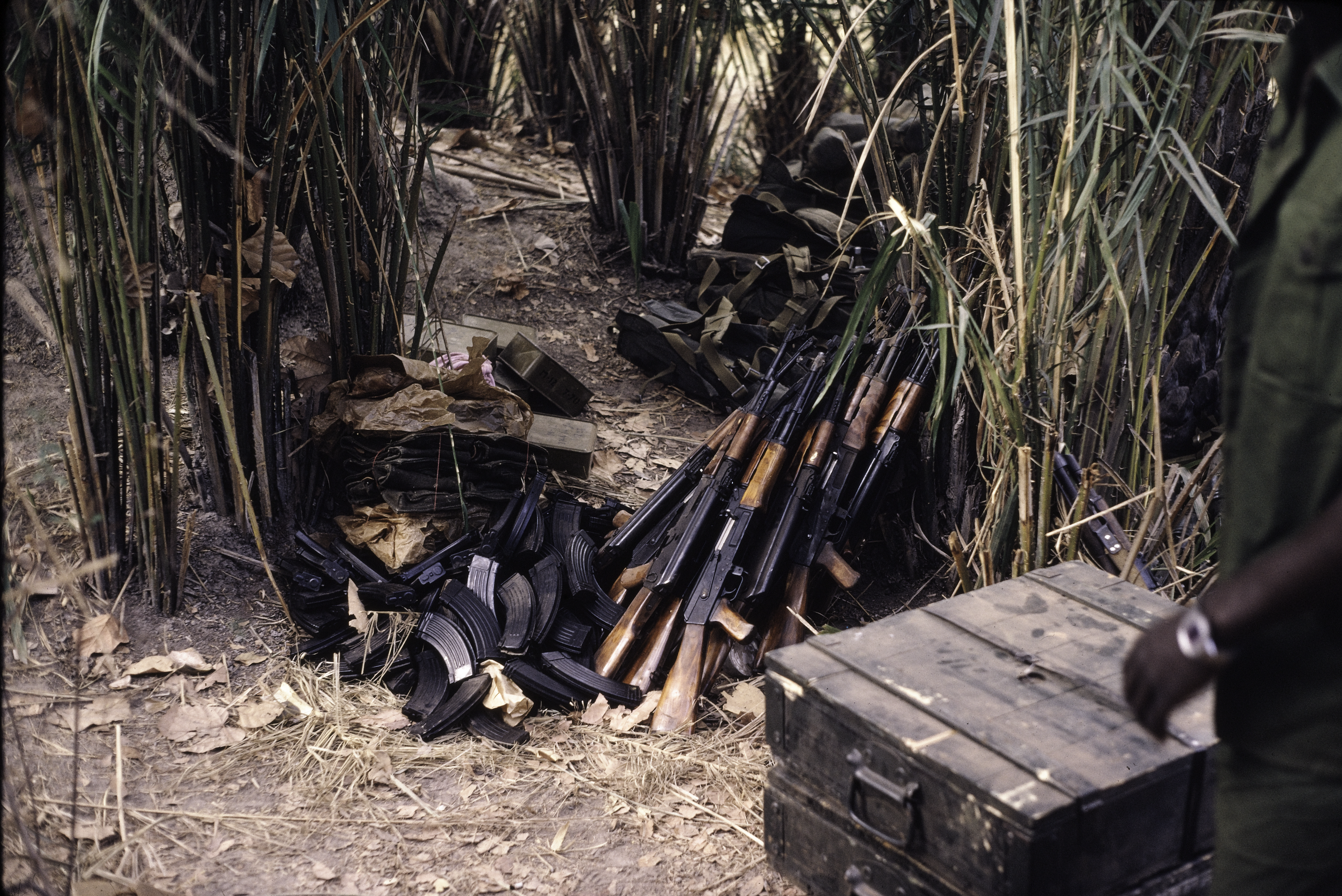
کلاشینکف برای هرمنگونو، ۱۹۷۳
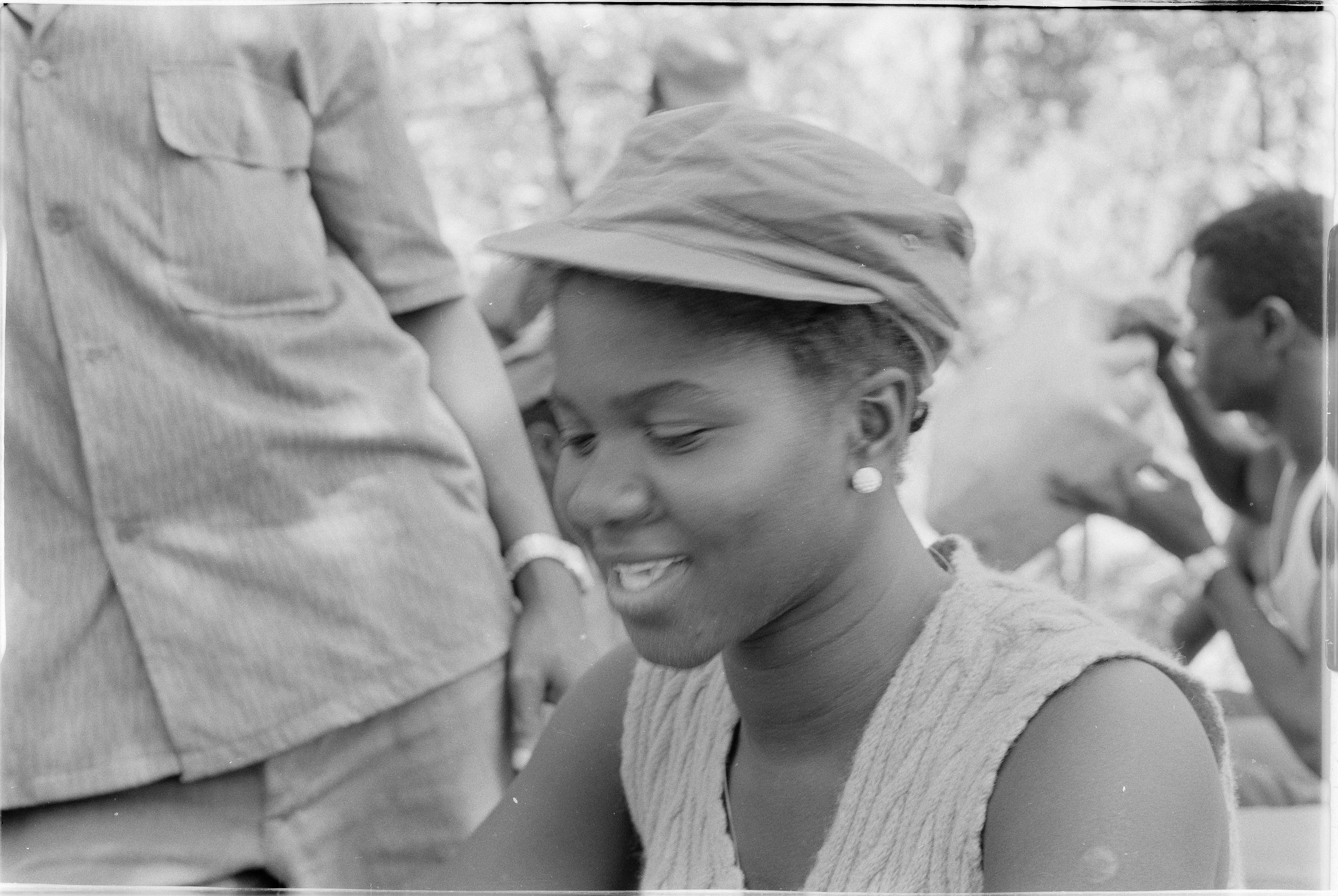
سربازان زن ، گینه بیسائو، ۱۹۷۳
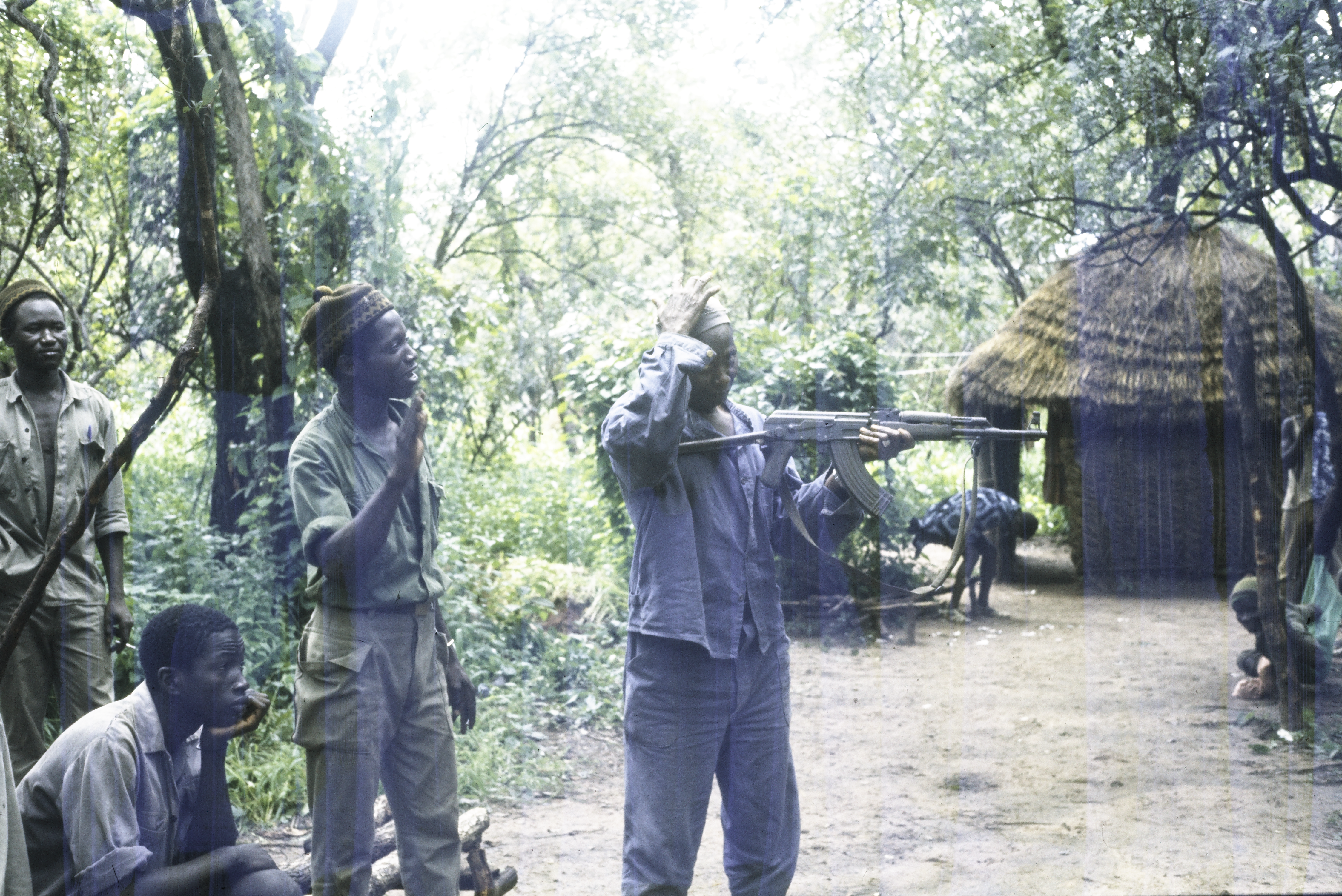
PAIGC فرامی‌گیرد که چگونه شلیک کند، سنگال، ۱۹۷۳
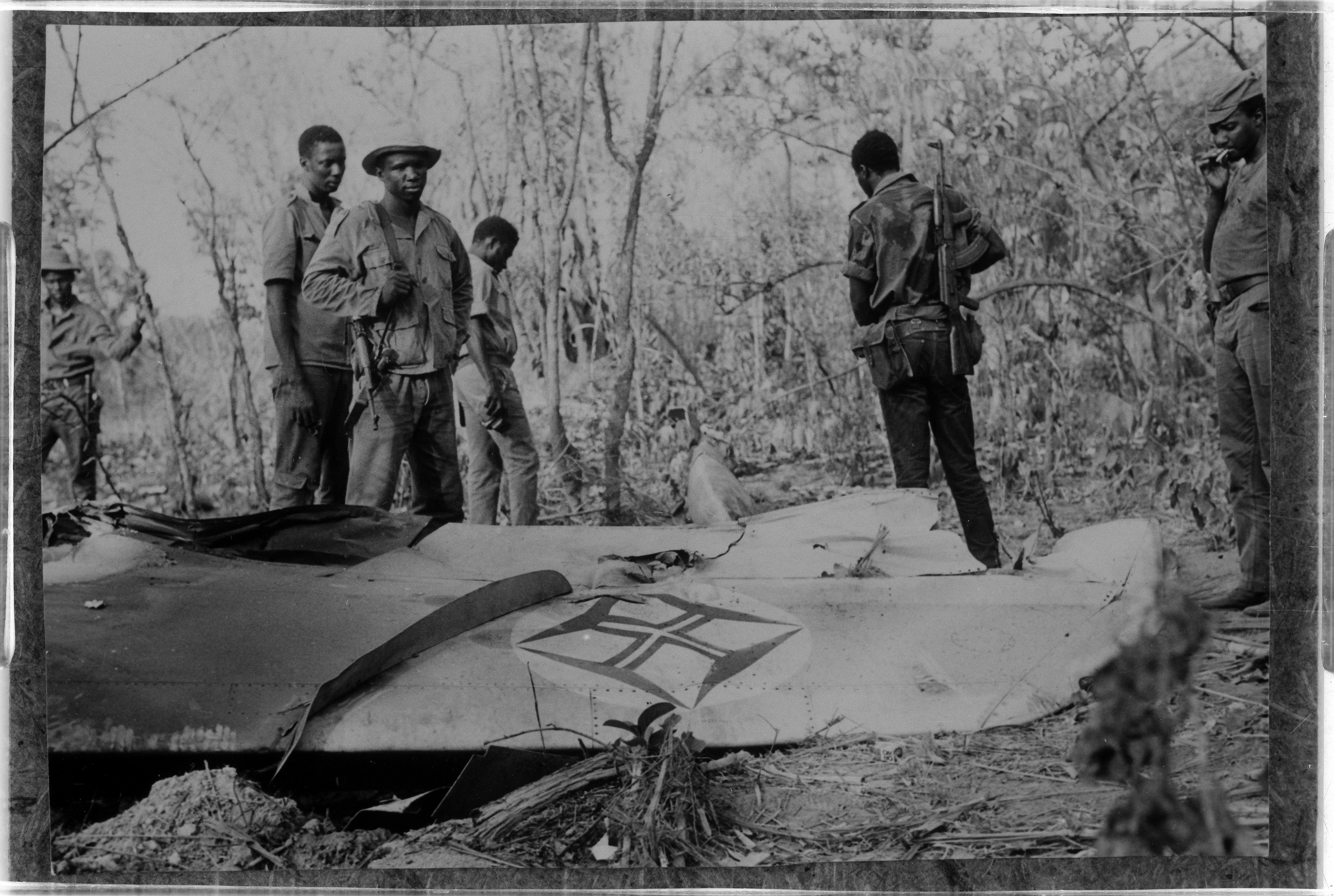
سقوط هواپیما پرتغالی در گینه بیسائو توسط سربازان PAIGC , 1974
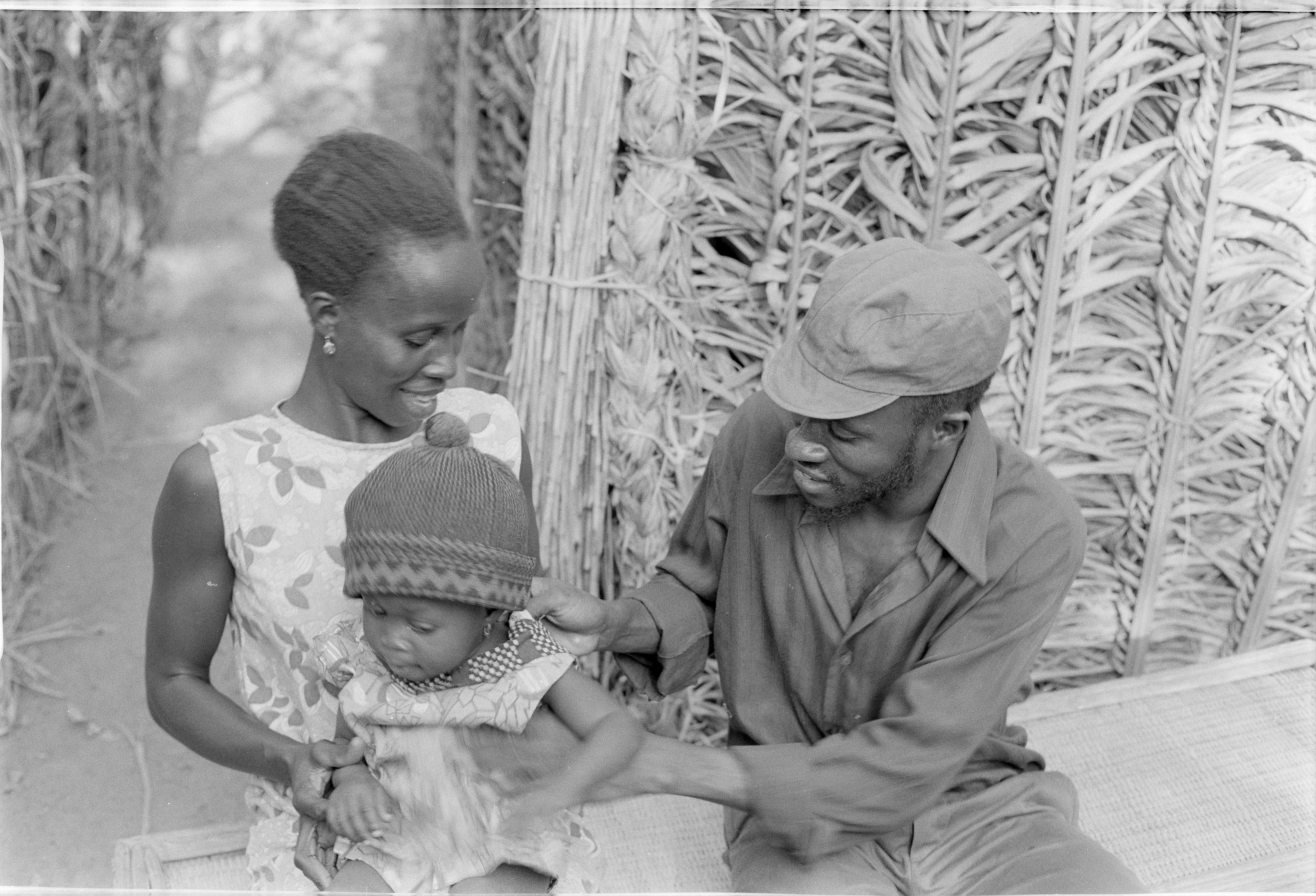
سرباز PAIGC با خانواده اش در یک اردوگاه نظامی، گینه بیسائو، ۱۹۷۴
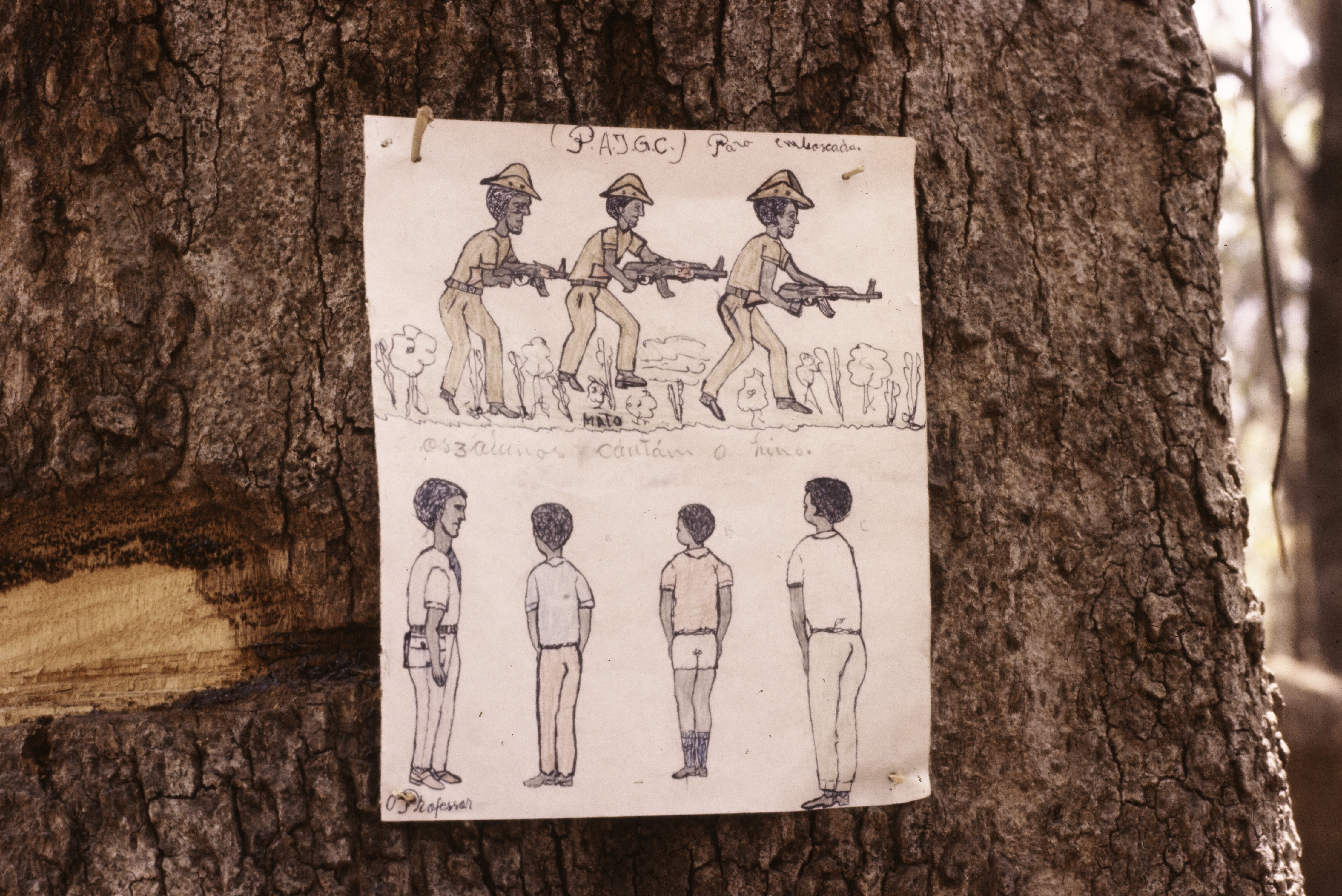
نقاشی‌هایی که سربازان PAIGC را نشان می‌دهند، گینه بیسائو ۱۹۷۴
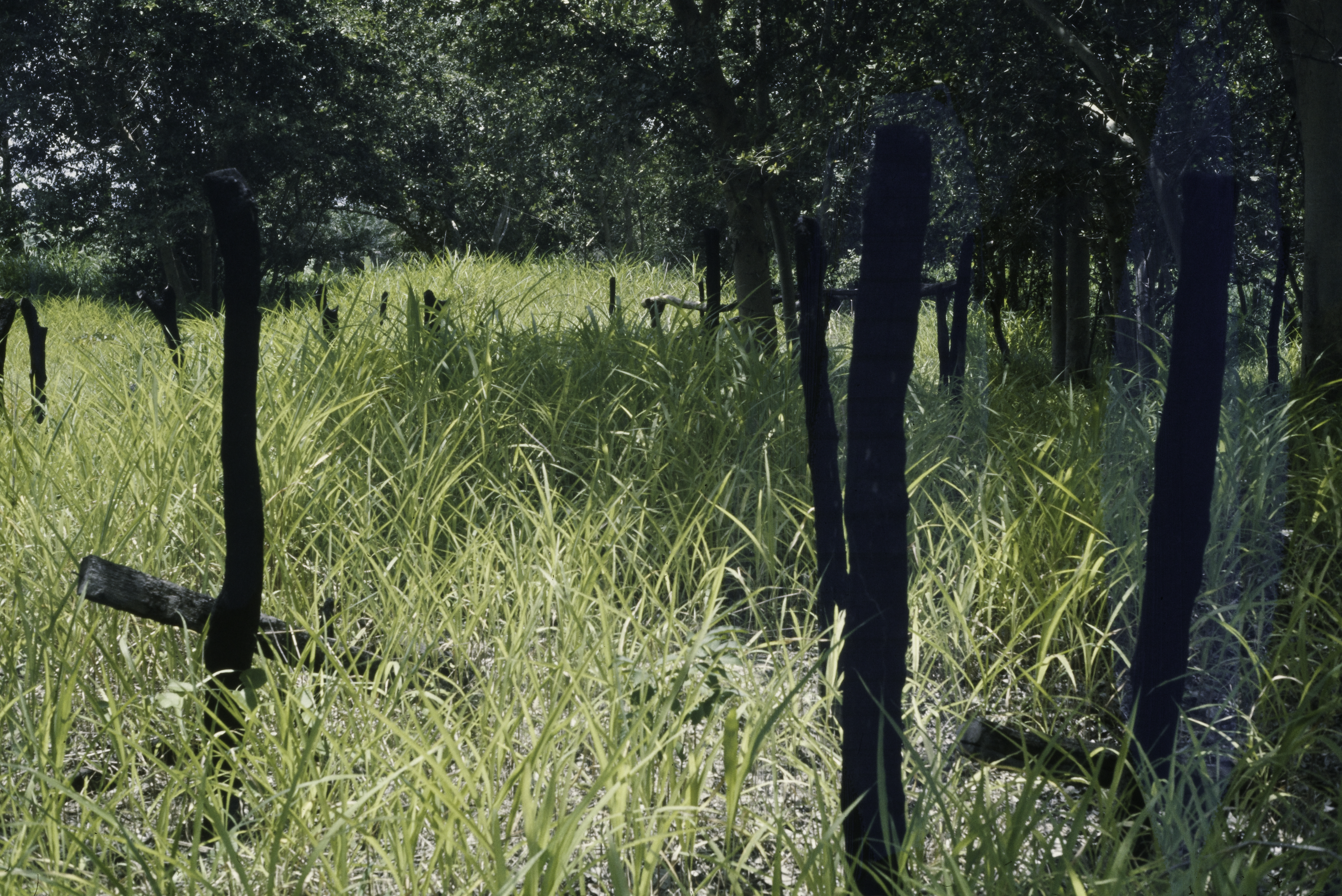
روستا توسط پرتغال سوزانده شده است، گینه بیسائو، ۱۹۷۴
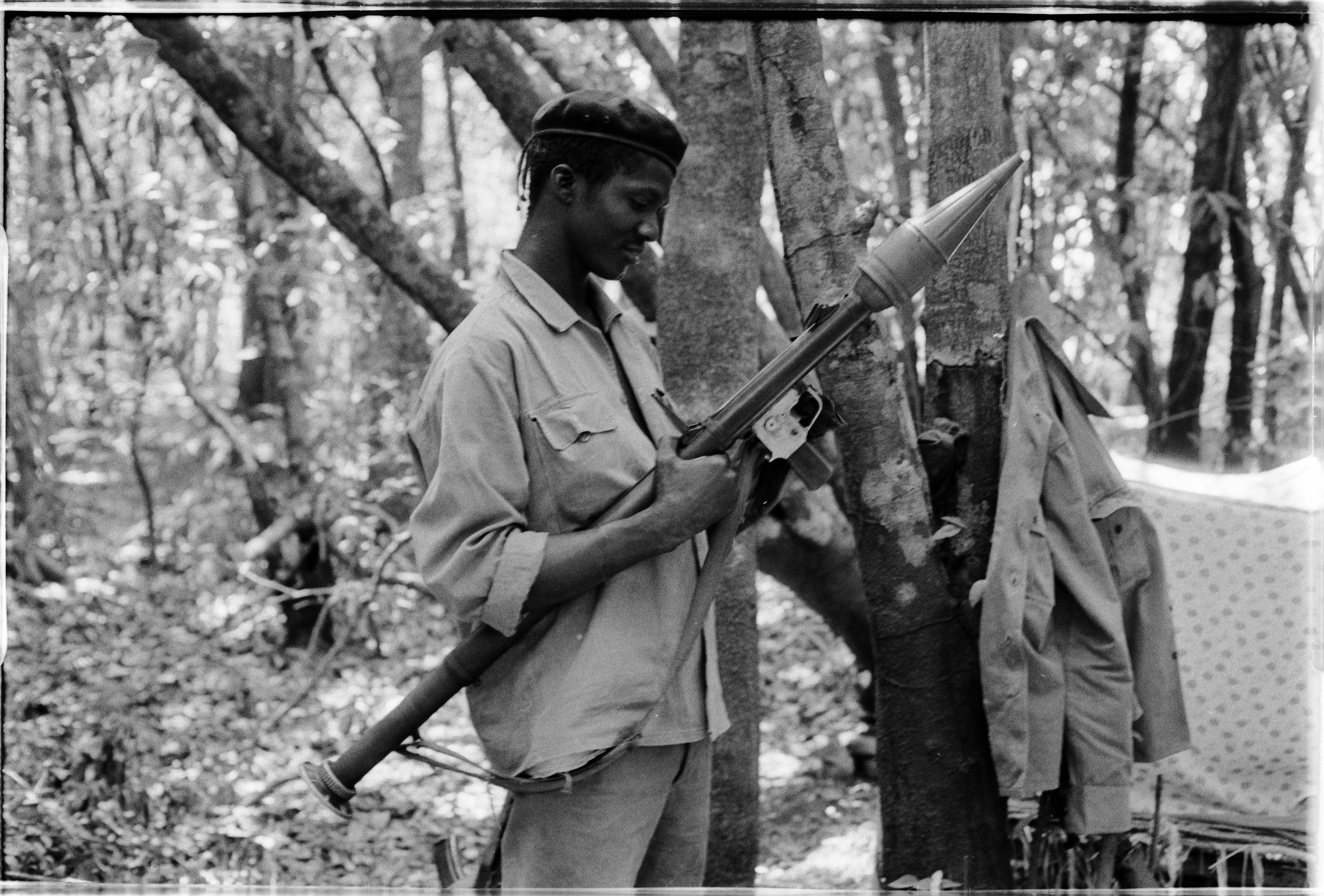
سرباز PAIGC با یک نارنجک موشک، پایگاه نظامی مانتن در مناطق آزاد، گینه بیسائو، ۱۹۷۴
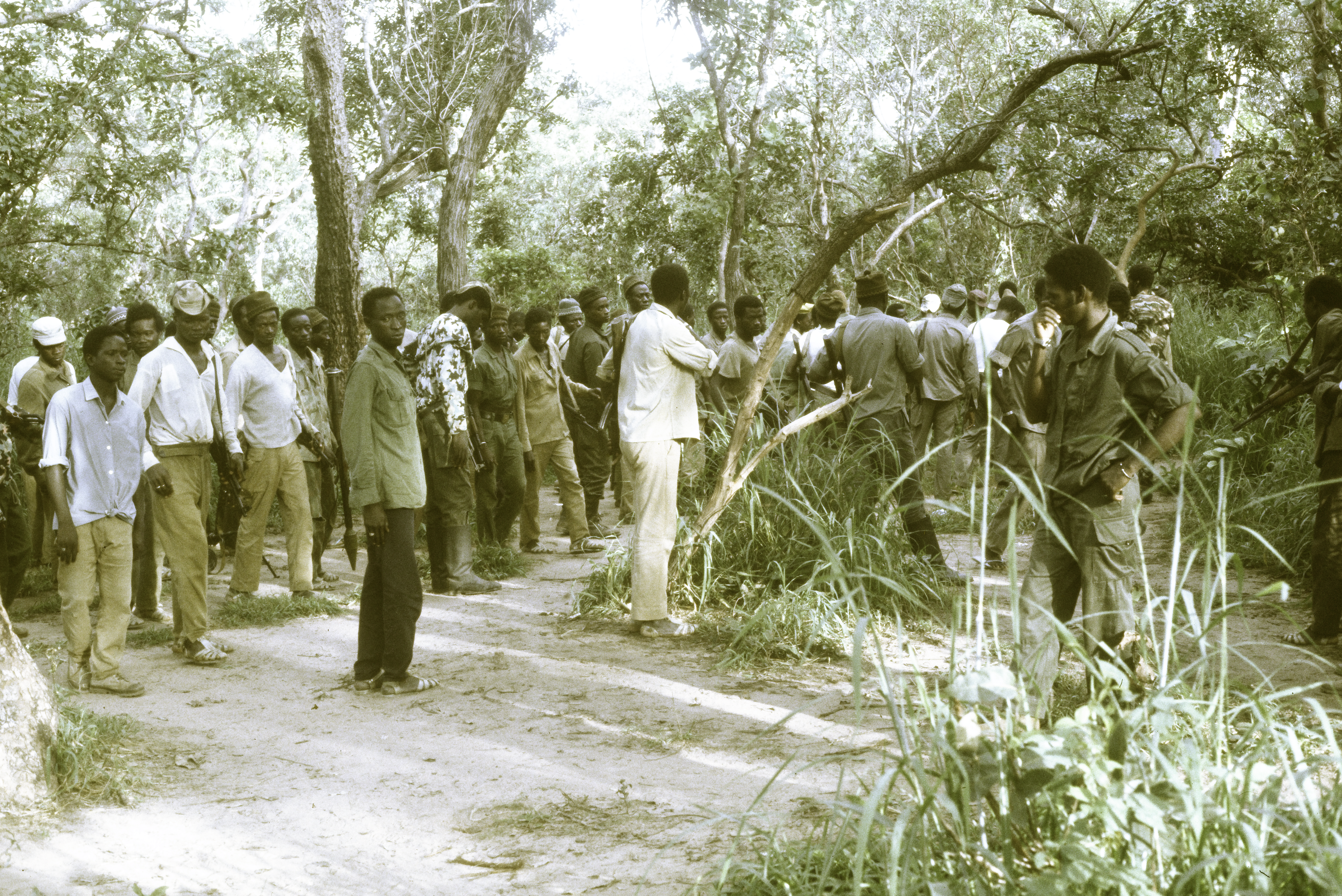
قانون دیدار صبحگاهی، هرمنگونو، گینه بیسائو، ۱۹۷۴
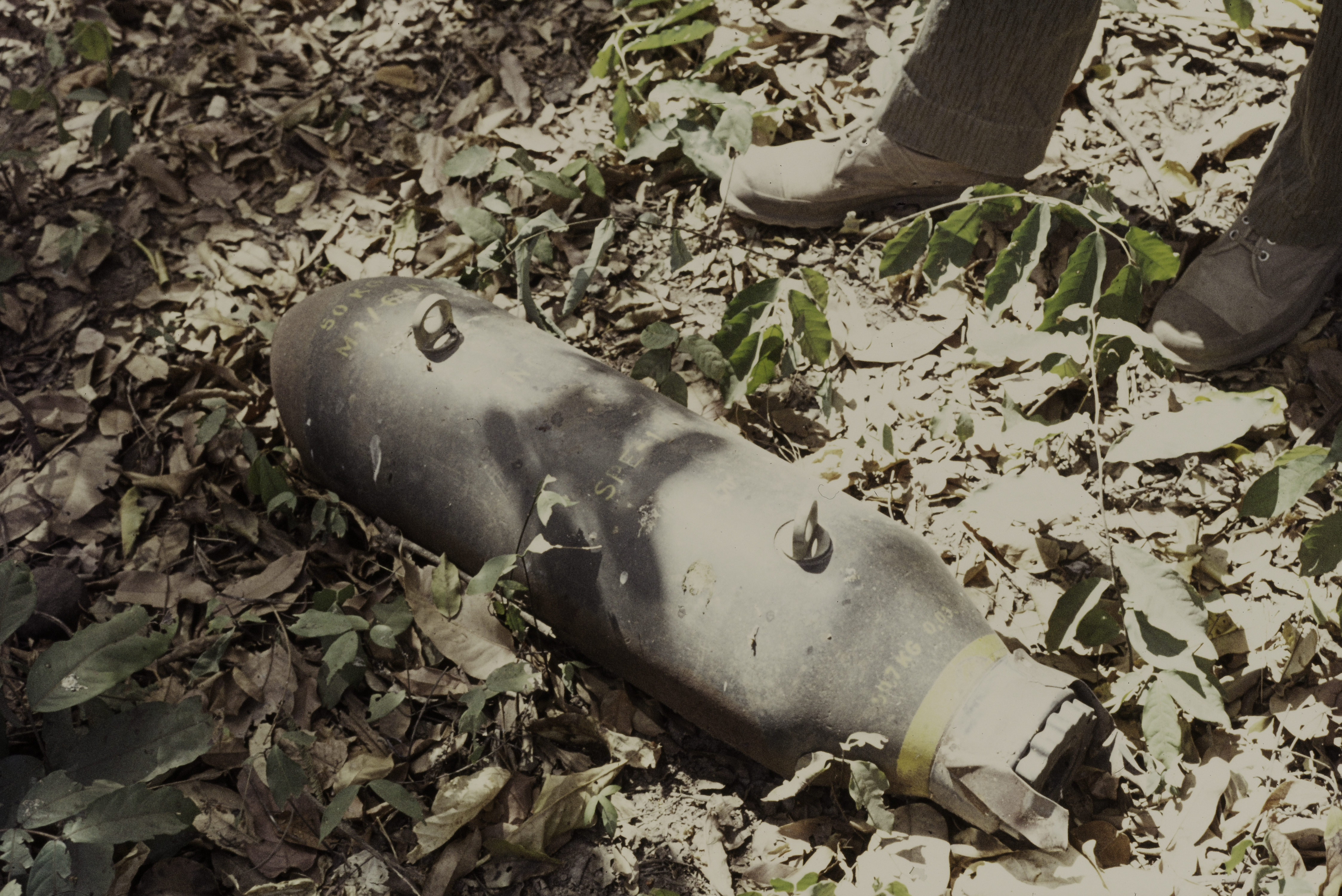
بمب پرتغالی منفجر نشده گینه بیسائو، ۱۹۷۴
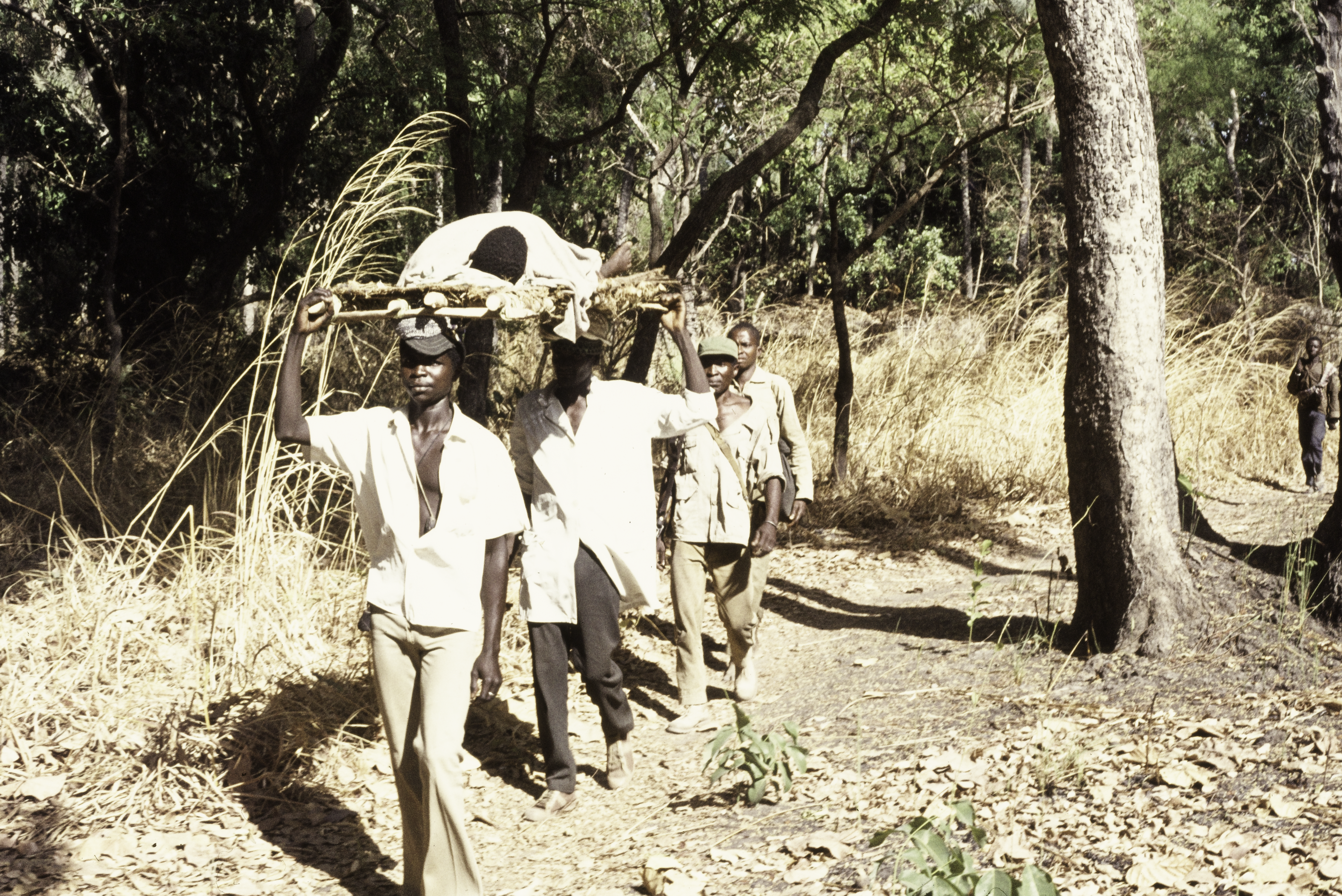
اسکورت مسلح یک زخمی را به مرز سنگال، سارا، گینه بیسائو، ۱۹۷۴ حمل می‌کند